# Desperados: Wanted Dead or Alive
Desperados: Wanted Dead or Alive es un videojuego de estrategia en tiempo real ambientado en la época del Viejo Oeste en Estados Unidos, desarrollado por Spellbound Entertainment y publicado por Infogrames para Microsoft Windows. En el juego, el jugador controla hasta seis personajes a través de diferentes escenarios del Salvaje Oeste. El protagonista es un pistolero y cazarrecompensas llamado John Cooper, que comienza el juego aceptando un encargo para atrapar a un famoso ladrón de trenes apodado "El Diablo". El juego se basa, a nivel jugable y como concepto, en el sistema de juego introducido por Pyro Studios en 1998 con Commandos: Behind Enemy Lines.

## Argumento
Nuevo México, año 1881, en pleno auge del llamado Viejo Oeste, con generaciones de pioneros ya asentados en tierras “salvajes”. Desde hace tiempo, muchos trenes han sido asaltados por un forajido del que solo se conoce su apodo: El Diablo. Ante tal problema, la compañía dueña de los ferrocarriles Twinnings & Co ofrece 15.000$ por El Diablo, vivo o muerto. John Cooper: un cazarrecompensas de origen británico que no ha llevado nunca una vida ejemplar, acepta el encargo con el objetivo de retirarse tras capturar al famoso forajido. 
Pero Cooper es consciente de que no puede llevar a cabo tal empresa en solitario, además tiene pisándole los talones al Marshal por lo que necesitará a su antigua banda y a nuevos compañeros para poder atrapar a El Diablo. Es entonces cuando entra en escena Sam Williams, un esclavo afroamericano al que rescata Cooper de una plantación en Louisiana debido a que es un gran experto en explosivos así como un gran tirador. Debido a la peligrosa empresa comenzada por Cooper y Williams, deciden contactar con Doc McCoy, un médico de origen escocés que vive en una choza ubicada en un pantano de Louisiana. Poco a poco irán añadiéndose más personajes a la nueva banda de John Cooper, como Kate O'Hara, Pablo Sánchez y Mia Yung.
El juego consta de 25 misiones (6 de aprendizaje y 19 misiones principales).

## Jugabilidad
El jugador puede usar una función de "catalejo" en los NPC para ver sus campos de visión. Dependiendo del color del cono, el jugador puede ver el estado mental del NPC. Si el cono es verde, significa que la persona está tranquila. Del mismo modo, un cono amarillo significa sospecha, y un rojo significa que el NPC ha visto a uno de los personajes. Algunos colores significan un estado especial, como un cono rosa, lo que significa que el NPC se ha sentido atraído por Kate, o un cono negro, lo que significa que han sido golpeados por la cerbatana de Mia.
Otra característica especial es la Acción rápida, en la que ciertas acciones, desde correr a un lugar determinado hasta usar un arma contra un enemigo pre-objetivo, se pueden 'preprogramar' y solicitar de inmediato cuando sea necesario. Por ejemplo, al programar su revólver con Quick Action, Cooper puede concentrar los tres disparos que puede disparar a un solo oponente o dividirlos entre hasta tres objetivos sin tener que mover el cursor del mouse.

## Recepción y críticas
El juego recibió críticas "generalmente favorables" de acuerdo con Metacritic.

## Serie
- Desperados: Wanted Dead or Alive. Spellbound Entertainment, julio de 2001.
- Desperados 2: Cooper's Revenge. Spellbound Entertainment, finales de marzo de 2006.
- Helldorado. Spellbound Entertainment, mediados de 2007. En un inicio anunciada como una expansión para el título anterior y bajo el nombre de Desperados 2: Conspiracy, pero finalmente convertida en secuela independiente.
- Desperados III. Mimimi Productions, junio de 2020.

Una vez lanzado Desperados: Wanted Dead or Alive se estuvo trabajando en niveles de expansión (la mayoría descartes del juego principal) con la idea de ser ofrecidos periódicamente a través de internet, pero el proyecto acabó cancelado.
Tras Helldorado estuvo en desarrollo Desperado Gangs, otra secuela a cargo de Spellbound en la cual se potenciaban aspectos multijugador y elementos de steampunk, pero finalmente el título no vio la luz al cerrar el estudio por bancarrota en marzo de 2012.

En julio de 2018 se lanzó una actualización de Desperados: Wanted Dead or Alive la cual aportó mejoras en la compatibilidad con los Windows modernos, versiones para MacOS y Linux hasta la fecha inéditas, múltiples idiomas de doblaje procedentes de las ediciones físicas lanzadas en su momento, y la inclusión de una misión exclusiva originaria de la demo del juego.